# Tomentgaurotes plumbea
Tomentgaurotes plumbea är en skalbaggsart som beskrevs av Chemsak och Linsley 1963. Tomentgaurotes plumbea ingår i släktet Tomentgaurotes och familjen långhorningar. Inga underarter finns listade i Catalogue of Life.